# Institut français d'Indonésie
Pour les articles homonymes, voir IFI.
L'Institut français d'Indonésie (IFI) (indonésien : Institut Prancis di Indonesia) est un établissement culturel faisant partie du réseau mondial des instituts français. Son antenne principale se trouve à Jakarta, la capitale de l'Indonésie.

## Historique

Logo du Centre Culturel Français de Jakarta (1970-2012).

Fondés à la fin des années 1960, les Centres Culturels Français (CCF) avaient pour vocation d'assurer la diffusion de la culture et de la langue française. Ils ont dès leurs créations été présents dans plusieurs villes du pays : à Jakarta , dans ses locaux de Salemba, à Bandung et à Surabaya, où le CCF a été créé en 1967. Les CCF de Bandung et Surabaya ont par la suite été renommés en Centres culturels et de coopération linguistique (CCCL). Deux annexes se sont ensuite rajoutées, à Yogyakarta (rattaché au centre de Surabaya) et dans le sud de Jakarta.
L’Institut français d'Indonésie a pour sa part été inauguré en 2012 dans le cadre d’une réforme mondiale du réseau culturel et de coopération du Ministère français des Affaires étrangères et européennes initiée par la loi du 27 juillet 2010, en remplacement des activités culturelles françaises qui étaient jusque-là réunies au sein de l'association Culturesfrance.
Cette réorganisation a apporté une meilleure unité et une plus grande simplicité de gestion. Les services de coopération universitaire, éducative, linguistique et culturelle de l’Ambassade de France ont ainsi fusionné pour devenir l’Institut français. Ils entretiennent des liens étroits avec le Consulat général ainsi que le bureau de l'Alliance française du pays, les autorités nationales et locales et d'autres institutions francophones comme les lycées et écoles français(es). Les CCCL ont été renommés en Instituts Français et dans le cadre de cette réforme, l'Institut de Yogyakarta est devenu une antenne à part entière. L'Institut a ainsi la particularité d'être l'un des plus grands Instituts français au monde.
Depuis décembre 2014, l'institut est installé dans un nouveau bâtiment de 400 m2 dans le centre de Jakarta, accolé à l'ambassade au sein d'un nouveau « campus diplomatique français ».

### Directeurs
Depuis la création de l'Institut français en 2012, le Conseiller de Coopération et d’Action Culturelle est directeur de fait de l'Institut français d'Indonésie.
| Période     | Nom                  |
| ----------- | -------------------- |
| 2011 - 2015 | Bertrand de Hartingh |
| 2015-2019   | Marc Piton           |
| Depuis 2019 | Stéphane Dovert      |

## Activités et missions

### Coopération linguistique
Le but premier de l'Institut est de proposer des cours, formations et examens de français à un public aussi large que possible. L'IFI est accrédité pour faire passer et délivrer différentes certifications internationales, comme: le DELF, le DALF ou le TCF. Ce sont chaque année environ 5000 étudiants qui apprennent le français par l'intermédiaire des deux antennes de l'Institut français de Jakarta. L’Institut français d'Indonésie propose des cours de langue pour tous les niveaux prévus par le Cadre européen commun de référence pour les langues ou CECR, de A1 à C2.

### Coopération universitaire
L'Institut français joue un rôle de médiateur entre le monde universitaire français et les étudiants indonésiens, notamment en proposant des journées de sensibilisation à la culture et à la langue françaises et en abritant l'organisme Campus France.
L'IFI a développé, en accord avec les autorités locales et universitaires, des Warung Prancis, lieux d'information sur la France et la culture française au sein même de 36 établissements scolaires indonésiens. En 2018, 576 étudiants indonésiens ont pu profiter d'échanges avec la France, répartis dans 148 établissements d'enseignement supérieur.

### Coopération culturelle et audiovisuelle
L'institut participe à la scène culturelle locale et nationale, en créant une centaine d'évènements annuels. Ses activités s'opèrent également en ligne, par des projets réguliers d'encouragement à la culture. Dès sa création, l'Institut a ainsi projeté des films dans ses différents centres dans le cadre de ciné-clubs réguliers.

#### Le Printemps français et le Festival Sinema Perancis
De 2004 à 2016, le Centre Culturel Français (CCF) puis l'IFI ont organisé le Printemps Français, afin de valoriser dans une dizaine de villes de l'archipel la création française contemporaine, autour d'une cinquantaine de manifestations. Cette manifestation pluridisciplinaire permettait de toucher en 2015 10 032 spectateurs et 9,5 millions de téléspectateurs, l'évènement étant diffusé sur le réseau SCTV.
Dès 1996, l'Institut a organisé le festival de cinéma français dans l'archipel, nommé Festival Sinema Perancis. Créé avant la fin du régime autocratique de Soeharto, il est l'un des 4 plus anciens festivals de cinéma en Indonésie. Plusieurs réalisateurs et acteurs français ont participé au festival, comme Olivier Assayas en 2013 ou Jacques-Rémy Girerd en 2014. L'évènement a également été parrainé par des personnalités indonésiennes, comme le réalisateur Garin Nugroho en 2015.

#### Programmation et activités régulières
L'institut dispose depuis 2015 d'une salle de spectacles et de cinéma, numérisée avec l'aide du CNC et équipée d'un projecteur DCP et de son 7.1. On y trouve également une médiathèque, un hall d'exposition, un café français et une cuisine où sont donnés des cours de gastronomie.
Chaque année, ce sont plus de 300 évènements et 200 projections de films qui y sont organisés. Plusieurs programmes mensuels mettent en avant le cinéma français, européen et indonésien avec la programmation Ciné-Macet ainsi que la musique actuelle avec le cycle Supersonik. La salle accueille de nombreux festivals de cinéma, dont le festival Europe on Screen, le plus ancien festival international du pays. L'IFI a également organisé ou accueilli plusieurs événements autour du livre et de l'édition francophone ainsi que des conférences.

#### Aide au développement et promotion des industries créatives
Il soutient la participation d'artistes indonésiens aux festivals français, par exemple lors du Mobile Film Festival, du Festival de Cannes ou encore du Festival des 3 Continents.
L'institut participe également à des évènements externes, dans le cadre de la promotion de la culture et des échanges entre la France et l'Indonésie, et développe des partenariats avec d'autres entités culturelles, gouvernementales ou non-gouvernementales. Il soutient la promotion des industries culturelles françaises et organise des échanges sur la modernisation du paysage audiovisuel local et promeut l’expertise française. L'IFI travaille notamment avec des opérateurs comme Unifrance, CFI, TV France International (en) ou France Médias Monde pour renforcer la présence de contenus français dans l'archipel.

### Coopération éducative
L'Institut est également doté d'un service pour la coopération éducative qui a pour ob jectif de renforcer les liens entre les deux pays, de renforcer le socle de valeurs communes et de faciliter la compréhension mutuelle dans tous les domaines, à travers des partenariats éducatifs aux niveaux primaire et secondaire, professionnel et à travers la formation tout au long de la vie.

### Coopération scientifique et technologique
L'IFI collabore avec des organismes français et indonésiens, comme: l'IRD, le CIRAD, l'EFEO, tous trois présents avec des centres de recherche dans le pays. Un cycle de conférence "Hommes, Territoires et Société", où des chercheurs français interviennent sur leur sujet de recherche en Indonésie, est organisé chaque mois à l'Institut. L'IFI soutient également les Assises de la Coopération Franco-Indonésiennes qui se déroulent chaque année, ainsi que la participation de jeunes chercheurs indonésiens à des concours comme Ma thèse en 180 secondes.En 2018, un Grand Livre de la Coopération France-Indonésie a été publié par l'Institut.

## Antennes et réseau

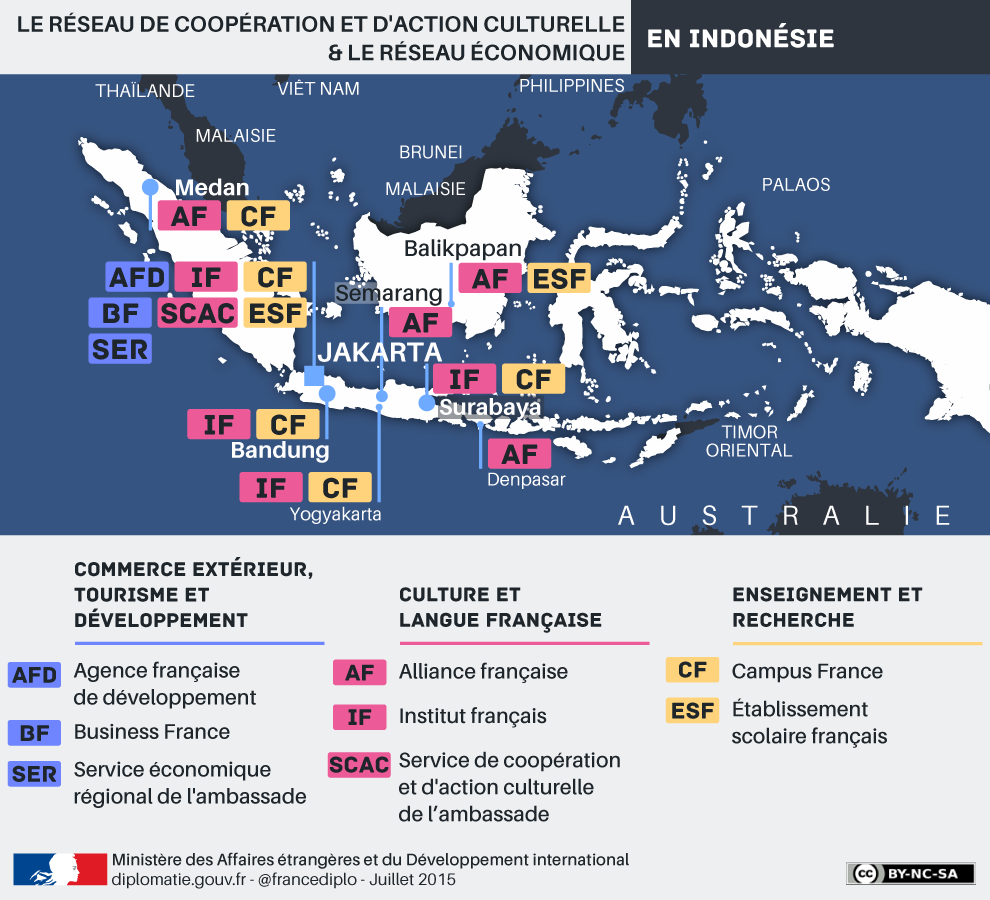
Carte du réseau de coopération et d'action culturelle et du réseau économique français en Indonésie.

L’Institut regroupe dans un réseau les différents établissements de la présence culturelle française en Indonésie. L’Institut français d’Indonésie est ainsi présent dans 4 villes indonésiennes, :
- Jakarta - Thamrin
- Jakarta - Antenne Wijaya
- Yogyakarta
- Bandung
- Surabaya
- Dili (antenne au Timor-Oriental)

L'IFI travaille également avec les quatre Alliances françaises de l'archipel, situées à Medan, Denpasar, Balikpapan et Semarang.